# Mihăiești (okręg Kluż)
Mihăiești – wieś w Rumunii, w okręgu Kluż, w gminie Sânpaul. W 2011 roku liczyła 295 mieszkańców.